# Janusz Kupcewicz
Janusz Bogdan Kupcewicz  foi um futebolista polonês. Competiu na Copa do Mundo FIFA de 1982, sediada na Espanha, na qual a seleção de seu país terminou na terceira colocação dentre os 24 participantes. Pelos clubes, atuou no Arka Gdynia, com o qual venceu a Copa da Polônia em 1979, no Lech Poznań, onde conquistou o campeonato nacional, no Saint-Étienne, no Larissa, no Lechia Gdańsk e no Adanaspor.

## Morte
Kupcewicz morreu em 4 de julho de 2022, aos 66 anos de idade.